# Federazione cestistica del Sudan del Sud
La Federazione cestistica del Sudan del Sud è l'ente che controlla e organizza la pallacanestro in Sudan del Sud.
Istituita dopo l'indipendenza del Sudan del Sud, è stata riconosciuta dalla FIBA nel dicembre 2013, come 54ª federazione aderente alla FIBA Africa.